# Chilton megye
Chilton megye az Amerikai Egyesült Államokban, azon belül Alabama államban található. Megyeszékhelye Clanton, legnagyobb városa Calera. Az Alabama központjában található Chilton megyében rengeteg öszibarackot termelnek. Alabama őszibaracktermésének több mint 80 százaléka a megyéből származik. A megye 1947 óta támogatja a Chilton County Peach fesztivált. Clanton városában található egy barack alakú víztorony. A megyét egy héttagú választott bizottság irányítja.
Lakosainak száma 45 014 fő (2020. április 1.). Chilton megye Shelby, Autauga, Bibb, Dallas, Coosa, Elmore és Perry megyékkel határos.

## Története
Chilton megyét 1868. december 30-án alapították, Autauga, Bibb, Perry és Shelby megyéktől elvett földterületekből. A megyét eredetileg Baker megyének nevezték  Alfred Baker után, akit Clanton városának alapítójaként tartottak számon. A polgárháború után Baker a város első polgármestere lett, és konfliktusba került a városlakókkal, miután együttműködött a helyi republikánus politikusokkal. 1874. december 17-én Clanton polgárai a megye nevét Chiltonra változtatták William P. Chilton után, aki az alabamai legfelsőbb bíróság főbírója volt, valamint a Konföderáció ideiglenes és rendes kongresszusának tagja. 1902-ben a Montgomery ügyvéd és a polgárháborús veterán, Jefferson Manly Faulkner 80 hektárnyi földet adományozott Chilton megye délkeleti részén, amelyen létrehozták az alabamai konföderációs katonaotthonokat. A nyugdíjas közösség egy 22 épületből álló komplexumból, amelybe egy 25 ágyas kórház is volt. Az otthonban a legjobb időkben több mint 100 ember lakot. A terület ma Konföderációs Emlékparkként működik. A második világháború utáni években Chilton megye az állam fő őszibarack termelőjévé lépett elő, és továbbra is az. A különösen nagy termés után Thorsby városában 1947-ben rendezték meg az első barackfesztivált. A fesztivál 1952-ben Clantonba költözött, ahol továbbra is megrendezik.

## Népesség
A 2020-as népszámlálási becslések szerint Chilton megye lakossága 45 014 fő volt. A következő eloszlás szerint.
| Rassz            | lélekszám | százalék | rangsor az állam 67 megyéje közül |
| ---------------- | --------- | -------- | --------------------------------- |
| Teljes           | 45014 fő  | 0,89     | 29                                |
| Fehér            | 34878 fő  | 77,5     | 17                                |
| Spanyol          | 4418 fő   | 9,8      | 5                                 |
| Afroamerikai     | 4040 fő   | 9,0      | 54                                |
| Több rasszú      | 1264 fő   | 2,8      | 45                                |
| Őslakos és egyéb | 238 fő    | 0,5      | 39                                |
| Ázsiai           | 176 fő    | 0,4      | 40                                |

A megyeszékhely, Clanton lakossága 8719 főre becsülhető.
 A megye további jelentős települései közé tartozik Jemison, Thorsby és Maplesville. 
A háztartások medián jövedelme Chilton megyében 52 141 dollár volt, szemben az állam többi részének 52 035 dollárjával, az egy főre jutó jövedelem pedig 25 894 dollár volt, szemben az állam egészének 28 934 dollárjával.
A megye népességének változása:
| Lakosok száma | 43 700 | 43 786 | 43 800 | 43 951 | 43 943 | 45 014 |
|               | 2010   | 2011   | 2012   | 2013   | 2015   | 2020   |

## Gazdaság
A tizenkilencedik század vége óta Chilton megye legjövedelmezőbb iparága a fa. A megye gazdasága 1914-ben és 1922-ben új erőre kapott, amikor az Alabama Power megépítette első két vízierőművét, a Lay gát-at és a Mitchell-gátat a Coosa folyón. Az őszibaracktermesztés továbbra is fontos iparág Chilton megyében, de a területen más gyümölcsöket és zöldségeket is termesztenek többek között epret, görögdinnyét paradicsomot. 1969-ben Clanton polgármestere, F. B. Clark megalapította a Possum Growers and Breeders Association-t azzal a szerencsétlen kísérlettel, hogy az észak-amerikai oposszumokat haszonállatokként tenyésszék. 

## Foglalkoztatás
A 2020-as népszámlálási becslések szerint Chilton megyében a munkaerő a következő ipari kategóriák között oszlik meg:
- Oktatási szolgáltatások, valamint egészségügyi és szociális segélyek(16,2 százalék)
- építőipar (14,8 százalék)
- feldolgozóipar (14,5 százalék)
- kiskereskedelem (13,2 százalék)
- pénzügy és biztosítás és ingatlan, bérbeadás és lízing(7,2 százalék)
- Szállítás és raktározás, valamint közművek (6,5 százalék)
- Egyéb szolgáltatások a közigazgatás kivételével (5,9 százalék)
- Szakmai, tudományos, gazdálkodási, adminisztratív és hulladékgazdálkodási szolgáltatások (5,7 százalék)
- Közigazgatási (4,9 százalék)
- Művészeti, szórakoztatási és szabadidős szolgáltatások, valamint szállás- és vendéglátás (4,3 százalék)
- Nagykereskedelem (3,7 százalék)
- Mezőgazdaság, erdőgazdálkodás, halászat és vadászat, valamint nyersanyag-kitermelő (2,2 százalék)
- Információ (0,7 százalék)

## Oktatás
A Chilton megyében 12 iskola és két magániskola található.

## Földrajz
Az 1815 négyzetkilométer területű Chilton megye az állam központi részén fekszik, szinte teljes egészében a Coastal Plainen belül. A megye délnyugati sarkának egy része a Talladega Nemzeti Erdőben található. A Coosa folyó a megye keleti szélén halad, mellékfolyója, a Waxahatchee Creek pedig áthalad a megyén. 1914-ben és 1922-ben az Alabama Power két gátat épített a Coosa folyón, létrehozva a Lay-tavat és a Mitchell-tavat. Az Interstate 65 autópálya Chilton megye fő közlekedési útvonala, amely észak-déli irányban halad át a megye központján. A Gragg-Wade Field repülőtér a megye egyetlen nyilvános repülőtere.

## Események és érdekes helyek
Az állam legnagyobb kereskedelmi baracktermelőjeként Chilton megye ad otthont az éves Chilton megyei őszibarackfesztiválnak. A Lay-tó és a Mitchell-tó a Coosa-folyó mentén fekszik és a horgászok paradicsoma. A megye délnyugati részén található Talladega Nemzeti Erdő túraútvonalakat és számos festői kilátást kínál. A megye déli részén található Konföderációs Emlékpark Alabama egyetlen olyan történelmi helyszíne ami a konföderációs veteránoknak adott otthont. Két temetőt és egy múzeumot foglal magában, ahol a polgárháborús egyenruhák, fegyverek és felszerelések, valamint az alabamai konföderációs katonaotthon sok ereklyéje található. Az egykori üdülőváros, Verbena szerepel a Történelmi Helyek Nemzeti Nyilvántartásában, akárcsak a Walker-Klinner Farm Maplesville-ben

 az Old Stage Coach Inn (kb. 1835) Plantersville-ben és a Gragg Field Historic District Clantonban.